# Akademische Turnerschaft Rhenania Bern
Die Akademische Turnerschaft Rhenania Bern ist eine farbentragende, pflichtschlagende Studentenverbindung an der Universität Bern. Gegründet wurde sie im Jahre 1816 als Vaterländische Turngemeinde, sie ist die damit älteste Hochschulverbindung und der älteste Turnverein in der Schweiz.
Die Rhenania bildet zusammen mit der Akademischen Turnerschaft Utonia Zürich und der Akademischen Turnerschaft Alemannia Basel die Schweizerische Akademische Turnerschaft (SAT).

## Couleur und Prinzipien
Die Farben der Rhenania sind schwarz-rot-weiß mit goldener Perkussion bei Mütze und Band; Neumitglieder tragen das schwarz-weisse Fuxenband. Die Rhenania ist konfessionslos, politisch neutral, fakultätsübergreifend und steht allen Studenten der Berner Hochschulen offen.
Ihr Wahlspruch lautet, gleich wie bei allen Mitgliedern der SAT: Mens sana in corpore sano. Eine gleichzeitige Mitgliedschaft bei einer anderen Hochschulverbindung ist nur innerhalb der SAT gestattet. Neben dem Lebensbundprinzip (sogenannte Lebensverbindung) bekennt sich die Rhenania auch zum Grundsatz der unbedingten Satisfaktion mit der Waffe. Als pflichtschlagende Verbindung ist sie Mitglied des Schweizerischen Waffenrings und verpflichtet ihre Mitglieder, Bestimmungsmensuren zu schlagen.

## Geschichte
Die Geschichte der Rhenania Bern ist nahezu identisch mit der schweizerischen Turngeschichte. Die Berner Akademie nahm dabei eine führende Stellung ein, da sie das Turnen an den öffentlichen Lehranstalten als erstes einführte. Dies lag vor allem am Verdienst von Phokion Heinrich Clias, der 1815 erstmals Gymnastikstunden abhielt.

### Die Anfänge
Im Jahre 1816 erfolgte die Gründung der Vaterländischen Turngemeinde an der Berner Akademie, da die Universität zu diesem Zeitpunkt noch nicht existierte. Weder Gründungsurkunde noch Protokolle sind überliefert. Der einzige Beleg ist eine Aufzeichnung des reformierten Pfarrers Moritz Jäggi, der in seinem Werk Versuch einer Geschichte des Turnens in der Schweiz 1816 als Gründungsjahr angibt. Geturnt wurde unter der Leitung von Clias, inwieweit er selbst die Gründung des Vereins anregte, ist jedoch unklar.
1819 gründete sich der Schweizerische Zofingerverein mit Sektionen in Bern und später in Zürich. Alle Turner der Vaterländischen Turngemeinde nahmen an der Versammlung in Zofingen teil, am 16. Dezember 1820 schließlich wurde der Verein in den Zofingerverein aufgenommen.
Schnell taten sich jedoch Differenzen auf. Aufgrund der Tatsache, dass zwar alle Turner Zofinger, nicht aber alle Zofinger Turner waren, gab es des Öfteren Diskussionen über finanzielle Belange. Die Zofinger beklagten sich, dass die Vereinskasse ausschließlich für das Turnen in Anspruch genommen wurde. Im Rahmen einer Statutenrevision im Frühling 1823 trennten sich die beiden Vereine in gegenseitigem Einvernehmen. Im Zuge der Trennung gab sich die Vaterländische Turngemeinde einen neuen Namen, sie hieß fortan Akademischer Turnverein.
In den 1820er Jahren fanden die ersten Turnfahrten statt. Diese resultierten aus einem immer engerem Kontakt mit Turnvereinen aus Basel und Zürich, die als Vorläufer der späteren Vereinigung zur SAT gesehen werden können. Ebenfalls tritt in den 20er Jahren bereits das Akademische Fechten auf. Hier traten bereits erste Differenzen zwischen Turnern und Fechtern zutage, da die Turner die sowieso spärliche Vereinskasse nicht für Fechtausgaben hergeben wollten.
Zu Beginn der 1830er Jahre traten erste Auflösungserscheinungen des Vereins auf. Der Turnbetrieb lief aufgrund häufiger Absenzen nur noch auf Sparflamme, die Mitglieder waren unter sich zerstritten und im Kassawesen herrschte große Unordnung. Anlässlich der letzten Sitzung am 24. Februar 1832 wurde die Auflösung des akademischen Turnvereins Tatsache, die Kasse gemäß Protokoll in Verwahrung genommen.
Gründe für die Auslösung waren einerseits die bereits oben erwähnten, andererseits war eine grundlegende Erneuerung des Turnvereins Ziel, welche nach dem Gutdünken der Mitglieder nur mittels Auflösung und Neugründung vonstattengehen konnte. Tatsächlich erfolgte bereits an Ostern 1832 die Neugründung, am 11. und 12. Mai konstituierte sich der Verein unter dem neuen Namen Studententurnverein.
Ebenfalls in die Zeitspanne der Neugründung fällt das erste eidgenössische Turnfest in Aarau am 24. April 1832 sowie die zeitgleiche Gründung des Eidgenössischen Turnvereins, dessen Gründungsmitglied die Rhenania ist.
1832 war allgemein ein ereignisreiches Jahr. Der aufkommende Liberalismus in Europa und der Schweiz hinterließ auch in der Zofingia seine Spuren. So spaltete sich die radikal liberale Helvetia vom mehrheitlich konservativen Zofingerverein ab.
Ansonsten verliefen die 1830er Jahre ruhig. Im Studententurnverein beschäftigte man sich mit der Ausarbeitung einer Turnordnung, des Weiteren kamen neu die Turnfeste, welche im Zweijahresrhythmus abgehalten wurden, dazu. Erwähnenswert ist weiterhin die Gründung der Universität Bern 1834.
Die Rekonstruktion der 1840er Jahre gestaltet sich schwierig, da zahlreiche Protokolle fehlen oder verloren gegangen sind. In Anbetracht der angespannten politischen Lage dazumal in der Eidgenossenschaft ist jedoch eine Bemerkung interessant, die sozusagen den Grundstein für die spätere Lebensverbindung legt. Gerade das Turnen schien der gemeinsame Nenner zu sein in einer Zeit, da es mit der Einigkeit in unserem Lande recht übel bestellt war, im Schoße des S.T.V stets das Versöhnende, das für Angehörige verschiedener politischer Richtungen in den gemeinsamen turnerischen Zielen lag, hervorgehoben wurde. Der langjährige Präsident Schatzmann äußerte sich dergestalt auch zu den Zielen: das Leben im Turnverein soll Männer bilden, welche ihre verschiedenen Meinungen zu achten verstehen und dadurch tüchtige Bürger des Vaterlandes werden.

### Vom Turnverein zur Studentenverbindung
Die entscheidenden und nötigen Schritte vom Turnverein zur Studentenverbindung erfolgten in den 1870er und 1880er Jahren. Nach einer Blütezeit zwischen 1862 und 1869 kriselte es zu Beginn der 1870er Jahre. Die Blütezeit mit teilweise 70 Mitgliedern hatte gezeigt, dass ohne effizientere Statuten und eine übersichtlichere Kasse ein Verein von solchem Ausmaß nicht zu leiten war. Die dafür einberufene Statutenrevision vom 15. Juni 1875 war auch insofern bedeutend, als sie die Geburtsstunde des Bandes in den Farben Schwarz-Rot-Weiß war.
Des Weiteren wurde das Fechten immer populärer. Von der Zofingia erhielt man einen Säbelfecht-Apparat; die Neueintretenden konnten sich fürs Turnen nicht annähernd so begeistern wie fürs Fechten. Gleichzeitig wurde der STV durch konstanten Mitgliederschwund so arg dezimiert, dass er im Wintersemester 1878/1879 gerade noch zwei Mitglieder umfasste. Aufgrund einer aufwändigen Werbekampagne konnten im darauffolgenden Semester jedoch wiederum 17 Neuaufnahmen verzeichnet werden.
Die nächsten Jahre verliefen im Zeichen der Umgestaltung. Wichtig zu nennen ist der Zusammenschluss zum „Kartellverband schweizerisch-akademischer Turnvereine“ im Mai 1885, dem Vorläufer der Schweizerischen Akademischen Turnerschaft.
In der folgenden Zeit erfolgten einige Neuerungen, die den Wandel vom Turnverein zur Studentenverbindung kennzeichneten. So gab sich der STV 1885 einen eigenen Biercomment und einen Fuxmajor. Dies war, glaubt man den Protokollen zu jener Zeit, unbedingt notwendig gewesen, so hiess es beispielsweise im November 1885: „Ein strammer Fuxmajor fände noch ein schönes Wirkungsfeld!“
Entscheidend waren die Jahre 1888 und 1889. Bereits die Jahre zuvor hatten gezeigt, dass es innerhalb des Studententurnvereins eine starke Strömung gab, welche unablässig auf das Ziel einer geschlossenen Lebensverbindung hinarbeitete. Im Sommer 1888 wurde schliesslich innerhalb des Vereins eine Grundsatzdebatte geführt, ob weiterhin Couleurstudenten, namentlich Zofinger, als Mitturner am Vereinsleben teilnehmen durften. Am 20. Juli wurde der Entscheid gefällt, dass „Die Mitgliedschaft im Studententurnverein unvereinbar mit derjenigen in einer Couleurverbindung ist.“
Nachdem somit inoffiziell die geschlossene Lebensverbindung Tatsache geworden, war im Rahmen einer Statutenrevision noch die definitive Konstitution vonnöten. Dieser Beschluss erfolgte am 28. Juni 1889 mit 13 Ja- gegen 5 Neinstimmen bei 7 Enthaltungen, der Studententurnverein wurde somit in eine geschlossene Lebensverbindung nach dem Motto „Mens sana in corpore sano“ umgestaltet. Gleichzeitig wurden Couleur, dazumal noch in hochrot gehalten, angeschafft.

### Konsolidierung
Im ausklingenden 19. Jahrhundert konstituierte sich einerseits der Altherrenverband am 18. Dezember 1890 mit dem Ziel, die Aktivitas finanziell zu unterstützen und so das Erreichen der Verbindungsziele zu ermöglichen. Anderseits zog sich über die gesamten 1890er Jahre eine Debatte bezüglich des Fechtens hin. Hier waren die Reibereien innerhalb der Verbindung am größten, wie vorausgegangene Episoden bereits gezeigt hatten. Anlässlich einer Statutenrevision 1896, bei welcher die Satisfaktionsfrage breit diskutiert wurde, stellte die Kommission den Antrag, die Satisfaktion abzuschaffen. Dies mit der Begründung, das Turnen würde dadurch beeinträchtigt werden. Dem Antrag wurde vonseiten des Altherrenverbandes stattgegeben, sodass am 12. Juli 1896 folgender Paragraph eingeführt wurde: „Die Mitglieder des S.T.V Bern geben auf Waffen keine Satisfaktion.“
Die Einführung löste eine Kettenreaktion aus, 7 Mitglieder reichten ihr Austrittsgesuch ein. Die Aktivitas präsentierte daraufhin einen Kompromissvorschlag, welcher am 1. November 1896 angenommen wurde. Bestimmungsmensuren blieben verboten, Contrahagen wurden bis auf gewisse Spezialfälle, in denen sie verboten werden durften, erlaubt. Weiter wurde das Mensurwesen zur Verbindungssache erhoben, sodass zumindest für einige Zeit Ruhe einkehrte.
Ebenfalls erwähnenswert ist der Wechsel der Couleurfarben von Rot auf Schwarz im Wintersemester 1892/93 sowie die Umbenennung anlässlich des 10-jährigen Bestehens der geschlossenen Lebensverbindung vom Studententurnverein zu Rhenania. Die offizielle Namensgebung datiert auf den 20. Februar 1900.

### Die Rhenania im 20. Jahrhundert
Zu Beginn des neuen Jahrhunderts gab es bereits wieder Streitigkeiten zwischen Aktiven und Alten Herren bezüglich des Fechtens. Gleichzeitig mit der Namensgebung verschärfte die Rhenania die Fechtparagraphen, Die Bestimmungsmensur wurde eingeführt. Die unbedingte Satisfaktion, bereits seit den 1890er Jahren üblich, wurde schließlich 1906 durch den Altherrenverband anerkannt, sodass die Streitigkeiten beigelegt werden konnten.
Die ersten Jahrzehnte waren geprägt von diversen Waffenverrufen mit der Helvetia Bern, die regelmäßig eine hohe Anzahl Partien forderte. Auch in anderen Städten wie Zürich waren die Waffenverrufe sowie die grundsätzlichen Streitigkeiten unter den verschiedenen Verbindungen ein Problem. Erste Versuche, sich deshalb in den Städten zu Verbänden zusammenzuschließen, waren nicht von Erfolg geprägt. Ende der 1920er Jahre kam jedoch die Idee eines schweizweiten Waffenrings auf und am 14. Juli 1928 kam dessen konstituierende Versammlung zusammen, welche die Rhenania und Helvetia beauftragte, eine Pauk- und Ehrengerichtsordnung auszuarbeiten. Die Gründung des SWR bedeutete ein endgültiges Ende der teilweise verheerenden Waffenverrufe zwischen den schlagenden Korporationen.
Während die Korporation in den 1920er Jahren geradezu blühte und zeitweise bis zu 20 Aktivmitglieder umfasste, machten sich zu Beginn der 1930er Jahre Bestandssorgen breit. Noch 4 Inaktive Burschen sowie einen Fuxen zählte die Aktivitas im Sommersemester 1934. Ein Krisen-BC mit einigen Altherren wurde einberufen und unter anderem die Suspension diskutiert. Man beschloss jedoch, eine Kommission einzusetzen und die anderen SAT-Korporationen um Verstärkung zu bitten. Mithilfe eines moderneren Semesterprogramms, welches neben sportlichen Aktivitäten auch kulturelle Anlässe wie Vorträge beinhaltete, gelang es, den ein wenig ramponierten Ruf der Verbindung, der durch zahlreiche Eskapaden gelitten hatte, aufzupolieren. Der Erfolg der Vortragsabende blieb denn auch nicht aus, sodass drei Semester später bereits wieder eine stattliche Anzahl Aktiver gezählt werden konnte.
Nebst den immer wieder auftretenden Sorgen um Mitgliederbestände beschäftigten die Rhenania auch die politischen Ereignisse der 1930er Jahre. Gerade die Frontenbewegung, entstanden an der Universität Zürich, forderte die politisch neutrale Rhenania zu einem Positionsbezug auf. Gerade im Centralblatt der SAT entwickelte sich ein Schlagabtausch verschiedener politischer Ansichten. Altherren der Rhenania pochten dabei mehrheitlich auf das Prinzip der Neutralität. Gerade in der Krise 1933 fanden sich aber auch Vorschläge, die Verbindung aufzulösen und sie der Front anzuschließen. Doch auch hier wehrte sich die Mehrheit erfolgreich gegen eine Verpolitisierung der Verbindung. Wohl trug auch dazu bei, dass die Frontenbewegung in Bern weit nicht in jenem Ausmaß Anklang fand, als dies etwa in Zürich der Fall war.
Nebst der Frontenbewegung forderte auch der Nationalsozialismus eine Stellungnahme. Anfangs konnte man durchwegs von gewisser Sympathie der Korporationsstudenten sprechen, gerade von Seiten der Schlagenden, hatte Hitler doch zu Beginn seiner Regierungstätigkeit das Mensurverbot aufgehoben. So hielt der SWR 1933 einen Pauktag im deutschen Waldshut ab. Dort verflogen die anfänglichen Sympathien jedoch rasch, als ein Abgeordneter der NSDAP eine Rede hielt, in der er unter anderem dazu aufforderte, in der Schweiz nur noch die Deutsche Sprache zu sprechen. Als Reaktion darauf forderten zahlreiche Altherren aller SAT-Korporationen, künftig auf Pauktage in Deutschland zu verzichten, da diese dazu benutzt werden könnten, sich in schweizerische Innenpolitik einzumischen.
Nebst diesem Ereignis öffnete die Zerschlagung und Gleichschaltung der deutschen Verbindungen vielen anfänglichen Sympathisanten die Augen. In der Aktivitas wurde grundsätzlich wenig politisiert, der Nationalsozialismus aber unisono abgelehnt. Gleichzeitig wehrte sich die Rhenania gegen die grundsätzliche Verunglimpfung des Deutschen, gerade im Hinblick auf das studentische Liedgut. Fanden sich an den Anlässen Altherren oder Verkehrsgäste ein, die für den Nationalsozialismus schwärmten, erregten sie Unwillen. Einige BC-Protokolle geben darüber genügend Aufschluss. Verkehrsgästen, die an Stämmen ihre nationalsozialistischen Sympathien kundtaten, wurde von Seiten des Altherrenverbandes zudem nahegelegt, Anlässe der Rhenania in Zukunft zu meiden.
Der Zweite Weltkrieg wurde zu einer ähnlichen Belastungsprobe wie dies bereits der Erste Weltkrieg gewesen war. Aufgrund des Aktivdienstes, den die meisten Mitglieder zu leisten hatten, war es zeitweise schwierig und mit großen Anstrengungen verbunden, den Verbindungsbetrieb aufrechtzuerhalten. Gerade das 125-Jahr-Jubiläum 1941, welches zuerst festlich begangen werden wollte, wurde schließlich in kleinerem Kreise gefeiert. Dies auch mit Rücksichtnahme auf den Krieg und die knapper werdenden Ressourcen. So wurden beispielsweise statt einer pompösen Feier 1000 Franken an die Winterhilfe gespendet.

### Seit 1950
Durch die Geschichte der Rhenania zog sich auch die Diskussion um ein Verbindungslokal. Gerade um das Conventsgeheimnis besser wahren zu können, wurden in den 1950er Jahren verstärkt Versuche unternommen, ein Lokal zu finden. Schließlich wurde 1959 an der Postgasse 10 die Kneipe bezogen, die der Rhenania bis heute als Verbindungslokal dient.

## Bekannte Mitglieder
- Erwin Friedrich Baumann (1890–1980), Architekt und Bildhauer
- Albert Benteli (1867–1944), Verlagsdirektor
- Richard Kraemer (* 1944), ehem. Chefarzt und Direktor der Universitätskinderklinik Bern
- Georg Hartmann (1873–1932), Schweizerischer Nationalrat
- Walter Hofer (1901–1962), Botschafter
- Rudolf Leiser (* 1941), Professor der Veterinärmedizin
- Philippe Daniel Ledermann (1944–2024), Implantologe, Fachbuchautor und Schriftsteller
- Alfred Moll (1869–1949), Schweizerischer Nationalrat
- Heinz Moll (1928–2008), Schweizerischer Ständerat
- Rudolf von Planta (1888–1965), Bündner Regierungsrat
- Rolf Raschein (1929–1994), Bundesrichter
- Andrea Rauch (1939–2013), Brigadier a.D
- Erhard Semadeni (1940–2006), Brigadier a.D
- Otto Tschumi (1878–1960), Professor für Geschichte
- Johann Vonmoos (1873–1956), Bündner Regierungsrat
- Karl Weber (1880–1961), Professor für Zeitungswissenschaften